# 경희대학교 중앙박물관
경희대학교 중앙박물관은 1955년에 개관한 고고·역사·민속 중심의 종합박물관이다. 고고역사관, 무속관, 시베리아관, IAUP기념관으로 구성되어 있으며, 6,500여 점의 유물을 소장하고 있다. 서울캠퍼스 중앙도서관 건물에 위치해 있다.
1955년 10월에 개관하였으며, 이후 중앙도서관이 완공되면서 1966년 11월에 중앙도서관 건물 4층으로 이전하였다. 2001년에 제1종 종합박물관(문화관광부 등록 제193호)으로 등록하였으며, 이후 소장유물을 재정리 및 전산화 하여 2004년 1월에는 유물 인터넷 검색 서비스를 개시했다.
총 소장 유물은 10만여 점이며, 이 가운데 유물대장 등에 등록된 유물은 6,500여 점이다.

## 같이 보기
- 대한민국의 박물관과 미술관 목록
- 경희대학교